# Ruttka Ferenc
Ruttka Ferenc (Vámosgyörk, 1926. október 17. – Budapest, 2019. január 10. vagy előtte) magyar díszlettervező, festőművész, dzsesszdobos.

## Pályafutása
1956-ban a Magyar Iparművészeti Főiskolán díszlettervezői diplomát szerzett. Mesterei: Varga Mátyás, Miháltz Pál, Köpeczi Bócz István és Vogel Erik voltak. A Mafilmnél dolgozott, ahol Keleti Márton, Fábry Zoltán és Jancsó Miklós filmjeihez készített díszleteket. 
Az 1960-as években dzsesszdobosként volt ismert, Kovács Gyula tanítványa. 1961-ben Josephine Baker magyarországi turnéján Gyulai Gaál János zenekarában játszott. 
1967 és 1977 között Nyugat-Németországban élt.

## Díjai
- Magyar Köztársasági Arany Érdemkereszt (2004)

## Filmjei
- A harangok Rómába mentek (1959)
- Játék a szerelemmel (1959)
- A mi földünk (1959) (új változat 1963-ban)
- Égrenyíló ablak (1960)
- Kilenc perc… (1960, rövidfilm)
- Mozogni jó (1960, dokumentum-rövidfilm)
- Májusi fagy (1961)
- Félúton (1963)
- Honfoglalás 1–3. (1963, tv-film)
- Oldás és kötés (1963)
- Rendszáma ismeretlen (1963, tv-film)
- Utak (1964, tv-film)
- Négy lány egy udvarban (1964)
- Kukori és Kotkoda (1972, tv-sorozat, háttér, kilenc epizód)
- Doktor Senki (1977, tv-film)
- A világ közepe (1979, tv-film)

## Egyéni kiállításai
- Haus der Kunst, München (1972, 1974, 1982, 1987)
- Kulturzentrum, Hamborn-Duisburg (1983)
- Tudomány és Technika Háza, Kecskemét (1984)
- Halászbástya Galéria, Budapest (1984)
- Mezőgazdasági Szövetkezetek Háza, Budapest (1985)
- Marczibányi Téri Művelődési Központ, Budapest (1985)
- Duna Intercontinental Szálló, Budapest (1988)
- Collegium Hungaricum, Bécs (1989)
- Angelika Galéria, Budapest (1991)
- Polgármesteri Hivatal, Pilis (1992)
- Korona Szálló, Budapest (1992)
- Villányi úti Konferenciaközpont (1993)
- Liget Szálló (1993)
- Graz (1993)
- Rátkay Klub, Budapest (1993)
- Jansen-Perez Gallery, Los Angeles (1993)
- Mexikó (1993)
- San Francisco (1993)
- Hotel Imperial, Bécs (1993)
- Mikroszkóp Színpad Galéria, Budapest (1994)
- Cegléd (1995)
- El Kalászi Galéria, Budapest (1996, 1997)
- Fehér Galéria, Budapest (1998)
- Neszmély (2001)